# 横溝克己
横溝 克己（よこみぞ よしみ、1924年5月12日 - 1990年2月23日）は、日本の政治家。参議院議員（1期）。早稲田大学教授。天津大学客員教授。

## 経歴
- 1924年5月 - 東京都世田谷区生まれ。
- 1948年 - 早稲田大学理工学部工業経営学科卒業。同大学大学院修了。
- 1952年 - 早稲田大学理工学部工業経営学科副手。
- 1965年 - 同大学教授。
- 1989年7月 - 早稲田大学を退職し、第15回参議院議員通常選挙比例区に税金党から名簿記載順第1位で立候補し、初当選[2]。
- 1990年2月23日 - 参議院議員在任中に、急性心不全のため、佐々木研究所附属杏雲堂病院において死去した[3]。65歳没。同年3月16日、特旨を以て位記を追賜され、死没日付をもって従五位勲四等に叙され、旭日小綬章を追贈された[4]。哀悼演説は同年3月7日、参議院本会議で仲川幸男により行われた[5]。

## 横溝克己奨学金
早稲田大学大学院生向けに海外からの留学生を含む経済的に恵まれない学生の勉学生活を支援することを目的として、夫人・京子からの寄付により設立された奨学金。 。

## 著書
- 『あたらしいワーク・スタディ』河原巖、小松原明哲、三浦達司、宮代信夫共著（技報堂出版、1987年）
- 『エンジニアのための人間工学』小松原明哲共著（日本出版サービス、2006年）